# Beogradski proces
Beogradski proces bilo je suđenje prominentnoj skupini kolaboranata za veleizdaju i ratne zločine. Sudilo se skupini dvadesetčetvorice optuženika iz redova četnika, vlade u egzilu i vlade Nedićeva režima. Održan je u Beogradu od 10. lipnja do 15. srpnja 1946. godine, u zgradi Ljetne dvorane Vojnog učilišta za pješaštvo na Topčideru. Službeni naziv sudskog procesa bio je Suđenje Dragoljubu-Draži Mihailoviću i ostalim kolaboracionistima za izdaju i ratne zločine počinjene na prostoru Jugoslavije za vrijeme rata (1941.—1945.). Suđenje je bilo otvoreno javnosti. Nazočilo mu je 60 inozemnih izvjestitelja.

## Optužnica
Optuženima je suđeno pred vojnim sudom. Predsjednik Vojnog vijeća bio je pukovnik Mihailo Đorđević a članovi su još bili potpukovnici Milija Laković i Mihailo Janković, pomoćni suci Nikola Stanković i Radomir Ilić i Todor Popadić (tajnik). Tužitelj je bio pukovnik Miloš Minić, visoki vladin službenik koji je sudjelovao u pregovorima Josipa Broza Tita i Mihailovića početkom ustanka u Srbiji te budući predsjednik Srbije i ministar vanjskih poslova SFRJ. Pomagao mu je Miloš Jovanović.
Proces je poprimio ogroman publicitet u svijetu i u ondašnjoj Jugoslaviji. Na procesu su pokraj domaćih nazočili i inozemni novinari, fotoizvjestitelji i izvjestitelji. Radio je izravno prenosio suđenje.
Sud je sudio Mihailoviću i drugima za njihove aktivnosti protiv partizana, za kolaboraciju s Trećim Reichom i za ratne zločine nad civilima. Mihailović je bio optužen po 47 točaka. Mihailoviću i nekim drugima optuženima sudilo se za: predaju zarobljenih partizana Nijemcima u Slovcu, napad na Užice i pokolje u Vraniću i Drugovcu.
Savezničkim zrakoplovcima koji su 1944. godine evakuirani uz četničku pomoć nije bilo dopušteno svjedočiti u Mihailovićevu korist. Obrazloženje za to bilo je da je njihovo svjedočenje nerelevantno jer nisu bili svjedoci događaja. Na suđenju su se kao svjedoci pojavili Dušan Simović, Radoslav Đurić, Jovan Škavović, Miša Simović, Milan Grol i drugi. Samo su dvije žene svjedočile u Mihailovićevu korist.

## Optuženi
Ostali optuženici bili su sudionici četničkog pokreta, djelovali su u okvirima jugoslavenske izbjegličke vlade i bili su pripadnici pokreta generala Milana Nedića. 
Na optuženičkoj klupi bili su: 
- Draža Mihailović
- Stevan Moljević
- Mladen Žujović (u odsutnosti)
- Živko Topalović (u odsutnosti)
- Đuro Vilović
- Rade Radić
- Slavoljub Vranješević
- Miloš Glišić
- Slobodan Jovanović (u odsutnosti)
- Božidar Purić (u odsutnosti)
- Momčilo Ninčić (u odsutnosti)
- Petar Živković (u odsutnosti)
- Radoje Knežević (u odsutnosti)
- Milan Gavrilović (u odsutnosti)
- Živan Knežević (u odsutnosti)
- Konstantin Fotić (u odsutnosti)
- Dragomir Jovanović
- Tanasije Dinić
- Velibor Jonić
- Đura Đokić
- Kosta Mušicki
- Boško Pavlović
- Lazar Marković
- Kosta Kumanudi

## Presuda
Od 47 točaka optužnice koju je Miloš Minić pročitao 10. lipnja 1946. godine u Beogradu, prvooptuženi Mihailović osuđen je po osam točaka. Prva je glasila:
- „Kriv je što je od početka druge polovice 1941., pa za sve vrijeme rata i neprijateljske okupacije organizirao i rukovodio oružane četničke formacije poznate pod imenom „četnici Draže Mihailovića“ i takozvana Jugoslavenska vojska u otadžbini, koje su imale za cilj oružanom akcijom i terorom u suradnji s okupatorom poduprijeti okupaciju i ugušiti oružani ustanak i oslobodilačku borbu srpskog i ostalih naroda Jugoslavije.”

Izrečene kazne 15. srpnja 1946. godine bile su:
1. Dragoljub Mihailović je osuđen na smrt strijeljanjem, trajni gubitak političkih i građanskih prava kao i oduzimanje cjelokupne imovine. Kazna je izvršena 17. jula 1946. godine.
2. Stevan Moljević je osuđen na 20 godina robije, gubitak političkih i pojedinih građanskih prava osim roditeljskih u trajniju od deset godina i na konfiskaciju cjelokupne imovine.
3. Mladen Žujović je osuđen na kaznu smrti strijeljanjem, trajni gubitak političkih i pojedinih građanskih prava, konfiskaciju cjelokupne imovine i na gubitak državljanstva.
4. Živko Topalović je osuđen na 20 godina robije, gubitak političkih i pojedinih građanskih prava u trajniju od deset godina, konfiskaciju cjelokupne imovine i na gubitak državljanstva.
5. Đuro Vilović je osuđen na 7 godina robije, gubitak političkih i pojedinih građanskih prava u trajniju od tri godine i na konfiskaciju cjelokupne imovine.
6. Rade Radić je osuđen na smrt strijeljanjem, trajni gubitak političkih i pojedinih građanskih prava, konfiskaciju cjelokupne imovine i na gubitak državljanstva.
7. Slavoljub Vranješević je osuđen na 20 godina robije, gubitak političkih i pojedinih građanskih prava osim roditeljskih u trajniju od deset godina i na konfiskaciju cjelokupne imovine.
8. Miloš Glišić je na kaznu smrti strijeljanjem, trajni gubitak političkih i pojedinih građanskih prava i na konfiskaciju cjelokupne imovine.
9. Slobodan Jovanović je osuđen na 20 godina robije, gubitak političkih i pojedinih građanskih prava u trajniju od deset godina, konfiskaciju cjelokupne imovine i na gubitak državljanstva.
10. Božidar Purić je osuđen na 16 godina robije, gubitak političkih i pojedinih građanskih prava u trajniju od deset godina, konfiskaciju cjelokupne imovine i na gubitak državljanstva.
11. Momčilo Ninčić je osuđen na 8 godina robije, gubitak političkih i pojedinih građanskih prava u trajniju od pet godina, konfiskaciju cjelokupne imovine i gubitak državljanstva.
12. Petar Živković je osuđen na smrt strijeljanjem, trajni gubitak političkih i pojedinih građanskih prava, konfiskaciju cjelokupne imovine i na gubitak državljanstva.
13. Radoje Knežević je osuđen na 10 godina robije, gubitak političkih i pojedinih građanskih prava u trajniju od pet godina, konfiskaciju cjelokupne imovine i na gubitak državljanstva.
14. Milan Gavrilović je osuđen na 15 godina robije, gubitak političkih i pojedinih građanskih prava u trajniju od osam godina, konfiskaciju cjelokupne imovine i na gubitak državljanstva.
15. Živan Knežević je osuđen na 20 godina robije, gubitak političkih i pojedinih građanskih prava u trajniju od deset godina, konfiskaciju cjelokupne imovine i na gubitak državljanstva.
16. Konstantin Fotić je osuđen na 20 godina robije, gubitak političkih i pojedinih građanskih prava u trajniju od deset godina, konfiskaciju cjelokupne imovine i na gubitak državljanstva.
17. Dragomir Jovanović je osuđen na smrt strijeljanjem, trajni gubitak političkih i pojedinih građanskih prava i konfiskaciju cjelokupne imovine.
18. Tanasije Dinić je osuđen na smrt strijeljanjem, trajni gubitak političkih i pojedinih građanskih prava i konfiskaciju cjelokupne imovine.
19. Velibor Jonić je osuđen na smrt strijeljanjem, trajni gubitak političkih i pojedinih građanskih prava i konfiskaciju cjelokupne imovine.
20. Đura Dokić je osuđen na smrt strijeljanjem, trajni gubitak političkih i pojedinih građanskih prava i konfiskaciju cjelokupne imovine.
21. Kosta Mušicki je osuđen na smrt strijeljanjem, trajni gubitak političkih i pojedinih građanskih prava i konfiskaciju cjelokupne imovine.
22. Boško Pavlović je osuđen na smrt strijeljanjem, trajni gubitak političkih i pojedinih građanskih prava i konfiskaciju cjelokupne imovine.
23. Lazar Marković je osuđen na 6 godina robije, gubitak političkih i pojedinih građanskih prava, osim roditeljskih u trajniju od tri godine i na konfiskaciju cjelokupne imovine.
24. Kosta Kumanudi je osuđen na 18 mjeseci robije, gubitak političkih i pojedinih građanskih prava, osim roditeljskih u trajanju od dvije godine i na konfiskaciju cjelokupne imovine.

## Procesi rehabilitacije
Godine 2007. Slobodan Jovanović rehabilitiran je odlukom Okružnog suda u Beogradu, a presuda kojom je osuđen na robiju i gubitak časti proglašena je ništavnom.
Proces rehabilitacije Dragoljuba Draže Mihailovića pokrenuo je njegov unuk Vojislav Mihailović, sa zahtjevom da se poništi sudska presuda iz 1945. godine, kojom je Mihailović osuđen za izdaju naroda i domovine te za organiziranje, naređivanje i izvršavanje ili poticanje nebrojenih zločina nad narodom. Proces je pokrenut 2006. godine pred Višim sudom u Beogradu, a prvo ročište održano je 2010. godine. Pokušaj rehabilitacije generala Dragoljuba Mihailovića izazvao je brojne reakcije ne samo u Srbiji, nego i na čitavom prostoru bivše Jugoslavije. Žestoka protivljenja došla su iz Hrvatske, dok su reakcije u Srbiji i BiH bile podijeljene. Protivnici procesa rehabilitacije podsjećaju da je Draža Mihailović osuđen na smrt zbog istih onih djela zbog kojih su na smrt osuđeni i maršal Philippe Pétain u Francuskoj, Anton Mussert u Nizozemskoj, Vidkun Quisling u Norveškoj i drugi kolaboracionisti fašizma: zbog izdaje domovine, suradnje s okupatorom i zločina koje su počinile snage pod njegovim zapovjedništvom. Zahtjev za rehabilitaciju Dragoljuba Mihailovića usvojen je sudskom odlukom 14. svibnja 2015. godine, te je osuđujuća presuda koja je donesena 69 godina prije proglašena ništavnom.

## Vanjske poveznice
- (srp.) Druga potera za Dražom  Arhivirana inačica izvorne stranice od 26. srpnja 2018. (Wayback Machine), Večernje novosti, podlistak, 2. – 19. svibnja 2009.
- (srp.) „Audio snimak dela završne reči generala Mihailovića“, Youtube